# Erwin Waldner
Erwin Waldner (* 24. Januar 1933 in Neckarhausen, heute zu Nürtingen; † 18. April 2015 ebenda) war ein deutscher Fußballspieler.

## Karriere

### Verein
Georg Wurzer, der damalige Trainer des VfB Stuttgart, holte den damals 19-jährigen Waldner vom TB Neckarhausen zum VfB. Bereits in seiner ersten Saison 1952/53 absolvierte er als Stürmer alle Spiele in der damaligen Meistermannschaft und brachte es bis 1960 auf mehr als 300 Einsätze im Trikot des VfB. Dort gewann er im Jahre 1953 die Vizemeisterschaft und in den Jahren 1954 und 1958 zweimal den DFB-Pokal. Er war sowohl Spielgestalter als auch Torschütze. Herbert Henzler bezeichnete ihn in einem Vortrag als „Legende“ und „Superstar“ beim VfB. Zitat aus einem Länderspielbericht: „… was der am Ball kann, ist nicht zu beschreiben“. Neben seiner Technik bestach er durch enorme Schnelligkeit und Schusskraft.
Als einer der ersten deutschen Fußballer wurde Waldner Profifußballer im Ausland. Von 1960 bis 1961 war er für den FC Zürich in der Schweiz (mit dem späteren Nationaltrainer Köbi Kuhn) aktiv sowie von 1961 bis 1963 für die Mannschaft von SPAL Ferrara in Italien. Dort kam er in der Serie A auf 18 Einsätze und zwei Tore. 1963 kehrte Waldner zur Gründung der Bundesliga zum VfB Stuttgart zurück, für den er noch bis zum Jahre 1967 aktiv war und auf 63 Erstligaspiele und zwölf Tore kam. Sein damaliger Trainer Rudi Gutendorf bezeichnete ihn in einem Fernsehinterview als „Weltklassespieler“. Als Amateur lief er später für den FV Ebingen (Trainer: Bernd Hoss) auf.

### Nationalmannschaft
In der deutschen Nationalmannschaft spielte Waldner 13-mal und erzielte zwei Länderspieltore. Er war knapp 13 Jahre jünger als Fritz Walter und für die Position des Spielmachers geeignet. Im Länderspiel gegen die Sowjetunion in Hannover 1956 (1:2) war er nach Augenzeugen und Spielbericht „bester Mann auf dem Platz“. Sepp Herberger hielt jedoch nicht an ihm fest, obwohl er laut Meinung von Fußballexperten „zu seiner Zeit bester Spieler auf seiner Position (Rechtsaußen) in Deutschland war“ (DFB Journal zum Länderspiel Deutschland–Irland in Stuttgart 2006). Nachdem Helmut Schön 1964 Bundestrainer geworden war, erhielt Waldner aufgrund herausragender Leistungen in der Fußball-Bundesliga erneut das Angebot, in der Nationalmannschaft zu spielen. Waldner lehnte ab, da er dieses Kapitel als abgeschlossen betrachtete.

## Weiterer Werdegang
Seit Beendigung seiner Karriere betrieb Waldner das Restaurant Burrenhof auf der Schwäbischen Alb unweit der Ruine Hohenneuffen in der Nähe seiner Heimatstadt Nürtingen. Seit etwa 1998 war er an Parkinson erkrankt. Anlässlich seines 75. Geburtstags fand in seinem Heimatort am 13. Juli 2008 ein Benefizspiel statt, bei dem das Sportgelände in Erwin-Waldner-Stadion umbenannt wurde.
Waldner starb am 18. April 2015.

## Trivia
Während der Frauen-Fußball WM 2011 fand die philatelistische Ausstellung Erwin Waldner – eine Fußball-Legende des VfB Stuttgart und der deutschen Nationalmannschaft in der Philatelie Gärtner in Bietigheim-Bissingen statt.
Sein Sohn Erwin Waldner junior wurde Deutscher A-Jugendmeister und spielte in der 2. Bundesliga.